# العونصر
  العونصر (بالإنجليزية: LAANOUSSAR)‏ هي جماعة قروية تابعة لإقليم صفرو ضمن جهة فاس بولمان بالمغرب.  بلغ مجموع عدد سكان   العونصر حسب إحصاءات 2004 حوالي  9343 نسمة  يعيشون في 1721 أسرة.

## إحصاء عام
| السنة | عدد السكان | عدد الأسر | عدد الأجانب |
| ----- | ---------- | --------- | ----------- |
| 1994  | 8900       | 1349      | °°°°        |
| 2004  | 9343       | 1721      | 0           |